# Popilia de vestalibus
La lex Popilia de vestalibus va ser una antiga llei romana que establia que un ingenu podia presentar una filla seva per servir com a vestal al pontífex màxim i havia de ser agafada sense cap altra formalitat que les ordinàries. Aquesta llei és antiga i alguns pensen que es remunta a la monarquia romana, potser promulgada per Numa Pompili. Altres autors pensen que podria ser una part de la llei Papia de vestalibus.